# Clusia pseudochina
Clusia pseudochina är en tvåhjärtbladig växtart som beskrevs av Eduard Friedrich Poeppig och Endl.. Clusia pseudochina ingår i släktet Clusia och familjen Clusiaceae. Inga underarter finns listade i Catalogue of Life.